# Cletus Andersson
Erik Cletus Thule Andersson (Stoccolma, 4 marzo 1893 – Stoccolma, 12 luglio 1971) è stato un pallanuotista svedese.
Insieme al fratello maggiore Wille faceva parte della squadra svedese che arrivò quarta alle Olimpiadi estive del 1924 . Cletus ha giocato tutte e sei le partite e ha segnato quattro gol.